# Ellipsometrie
Ellipsometrie is een niet-destructieve optische meettechniek die gepolariseerd licht gebruikt om de diëlektrische eigenschappen van een monsteroppervlak te bepalen.
De techniek kan zowel toegepast worden in de micro-elektronica als in de biologie.
Uit de polarisatierichting van het gereflecteerde licht kan informatie bekomen worden over de oppervlakte laag met een dikte zo dun als de gebruikte golflengte of nog dunner (tot een atoomdiameter).
Zo kunnen onder meer laagdikte, morfologie en chemische samenstelling bepaald worden. 
De benaming is afgeleid van het feit dat de meest voorkomende polarisatie van licht elliptisch van vorm is.